# Chénens
Chénens (Freiburger Patois Tsininⓘ) ist eine politische Gemeinde im District de la Sarine (deutsch: Saanebezirk) des Kantons Freiburg in der Schweiz. Der frühere deutsche Ortsname Geiningen wird heute nicht mehr verwendet.

## Geographie
Chénens liegt auf 696 m ü. M., 14 km südwestlich der Kantonshauptstadt Freiburg (Luftlinie). Das Dorf erstreckt sich an aussichtsreicher Lage am nördlichen Talhang der Glâne, auf dem Molasseplateau des Freiburger Mittellandes.
Die Fläche des 3,9 km² grossen Gemeindegebiets umfasst einen Abschnitt der Molassehöhen des Freiburger Mittellandes. Die südliche Grenze verläuft entlang der Glâne, die hier in einem leicht in das Plateau eingesenkten Tal fliesst. Von der Glâne erstreckt sich der Gemeindeboden nordwärts über den Vorsprung Devant Pevauge (687 m ü. M.) und den Hang von Chénens auf das angrenzende leicht gewellte Hochplateau (La Fin, bis 741 m ü. M.). Im Westen reicht der Gemeindebann in den Wald von Vigny und nach Nordwesten über die Waldhöhe Bois des Gottes (mit 776 m ü. M. der höchste Punkt von Chénens) bis in das Einzugsgebiet der Arbogne. Von der Gemeindefläche entfielen 1997 9 % auf Siedlungen, 23 % auf Wald und Gehölze und 68 % auf Landwirtschaft.
Zu Chénens gehören der Weiler Les Essinges (725 m ü. M.) auf dem Plateau oberhalb des Dorfes sowie mehrere Einzelhöfe. Nachbargemeinden von Chénens sind La Brillaz, Autigny, Villorsonnens und Villaz.

## Bevölkerung
Mit 847 Einwohnern (Stand 31. Dezember 2023) gehört Chénens zu den kleineren Gemeinden des Kantons Freiburg. Von den Bewohnern sind 93,9 % französischsprachig, 3,8 % deutschsprachig, und 0,9 % sprechen Portugiesisch (Stand 2000). Die Bevölkerungszahl von Chénens belief sich 1845 auf 220 Einwohner, 1910 auf 326 Einwohner. Im Verlauf des 20. Jahrhunderts pendelte die Bevölkerungszahl im Bereich zwischen 310 und 370 Personen. Seit 1980 (323 Einwohner) wurde ein rasches Bevölkerungswachstum verzeichnet.
Einwohnerzahlen: Volkszählungsdaten

## Wirtschaft
Chénens war bis in die zweite Hälfte des 20. Jahrhunderts ein vorwiegend durch die Landwirtschaft geprägtes Dorf. Noch heute haben der Ackerbau, der Obstbau, die Milchwirtschaft und die Viehzucht einen wichtigen Stellenwert in der Erwerbsstruktur der Bevölkerung. Weitere Arbeitsplätze sind im lokalen Kleingewerbe und im Dienstleistungssektor vorhanden, unter anderem in Betrieben des Fahrzeugbaus. Chénens ist Standort eines regionalen Getreidelagers. Die Wasserkraft der Glâne wurde früher für den Betrieb von Mühlen und einer Sägerei genutzt. In den letzten Jahrzehnten hat sich das Dorf dank seiner attraktiven Lage auch zu einer Wohngemeinde entwickelt. Viele Erwerbstätige sind deshalb Wegpendler, die hauptsächlich in der Region Freiburg arbeiten.

## Verkehr
Die Gemeinde ist verkehrsmässig gut erschlossen. Sie liegt an der Hauptstrasse von Freiburg nach Romont. Der nächste Anschluss an die Autobahn A12 (Bern–Vevey) befindet sich rund 8 km vom Ortskern entfernt. Am 4. September 1862 wurde die Eisenbahnlinie von Freiburg nach Lausanne mit einem Bahnhof in Chénens in Betrieb genommen. Ab dem Bahnhof verkehrt eine Buslinie der Transports publics Fribourgeois nach Rosé.

## Geschichte
Die erste urkundliche Erwähnung des Ortes erfolgte 1138 unter dem Namen Cheineis. Später erschienen die Schreibweisen Cheinens (1143), Chinins (1214), Cheneins (1215), Cheineins (1244), Cheynens (1285), Chieniens (1403), Zeinin (1577) und Chennens (1781). Die deutsche Version Geiningen ist 1449 erstmals belegt. Die Herkunft des Ortsnamens ist nicht eindeutig geklärt. Chénens ist vermutlich von den Personennamen Skîno oder C(h)agan abgeleitet und bedeutet mit dem Suffix -ens so viel wie bei den Leuten des Skîno/Chagan.
Seit dem 12. Jahrhundert oblag die Dorfherrschaft von Chénens der gleichnamigen Adelsfamilie. Im 13. Jahrhundert kam der Ort in den Einflussbereich der Grafen von Savoyen. Auch die Abtei La Fille-Dieu bei Romont hatte Grundbesitz und Zehntrechte auf dem Gemeindegebiet. Chénens war oft Versammlungsort bei Vertragsunterzeichnungen zwischen Freiburg und Savoyen betreffend Auseinandersetzungen und Machtansprüche im Grenzgebiet.
Durch Kauf kam das Dorf spätestens 1442 unter die Herrschaft von Freiburg und wurde der Alten Landschaft (Neustadtpanner) zugeordnet. Nach dem Zusammenbruch des Ancien Régime (1798) gehörte Chénens während der Helvetik zunächst zum Bezirk Romont und ab 1803 zum Bezirk Freiburg, bevor es 1848 mit der neuen Kantonsverfassung in den Saanebezirk eingegliedert wurde.

## Sehenswürdigkeiten
Seit 1584 besass Chénens eine Marienkapelle, die 1750 nach einem Brand neu erbaut wurde. Das Dorf gehört zur Kirchgemeinde Autigny.

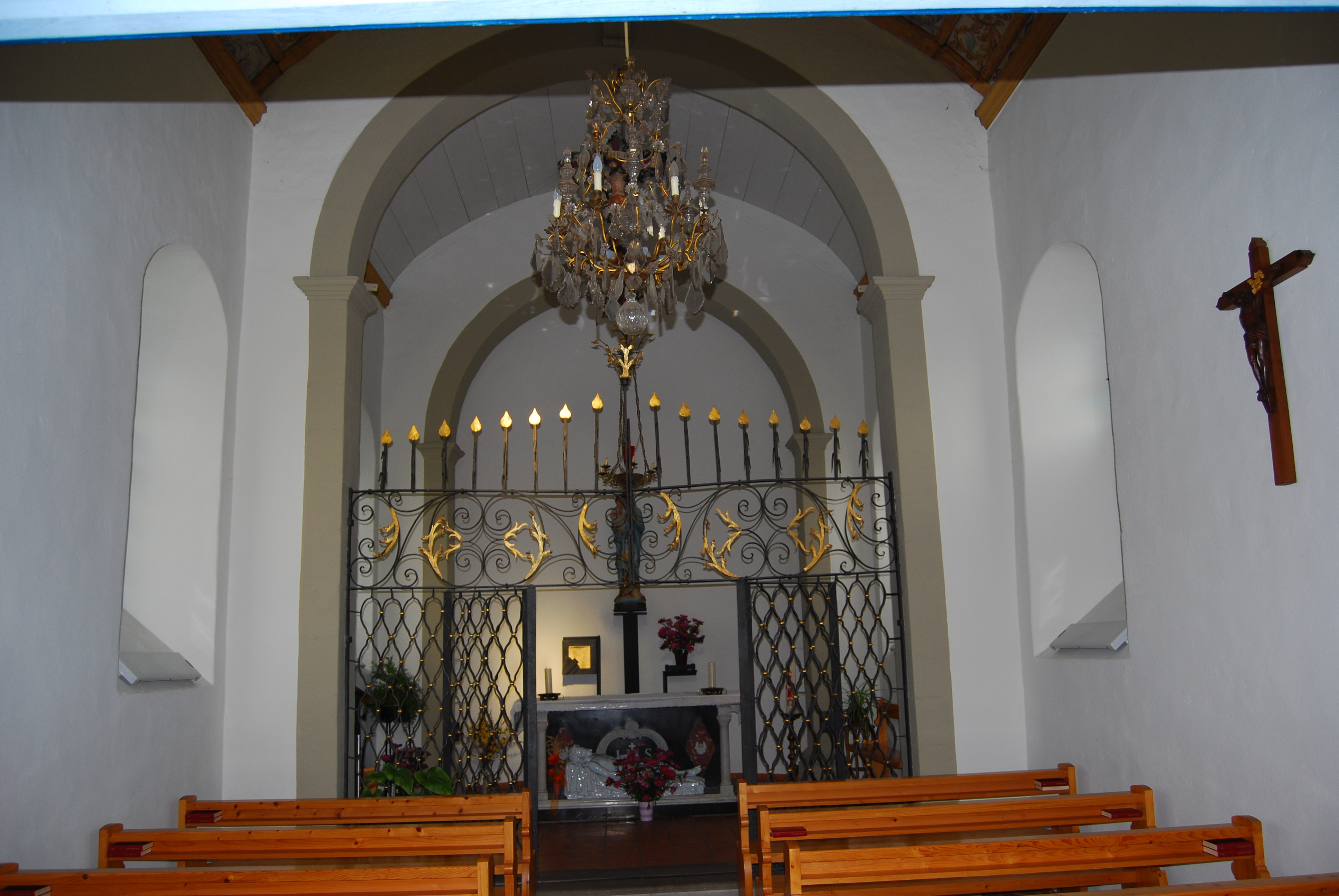
Innenansicht der Marienkapelle
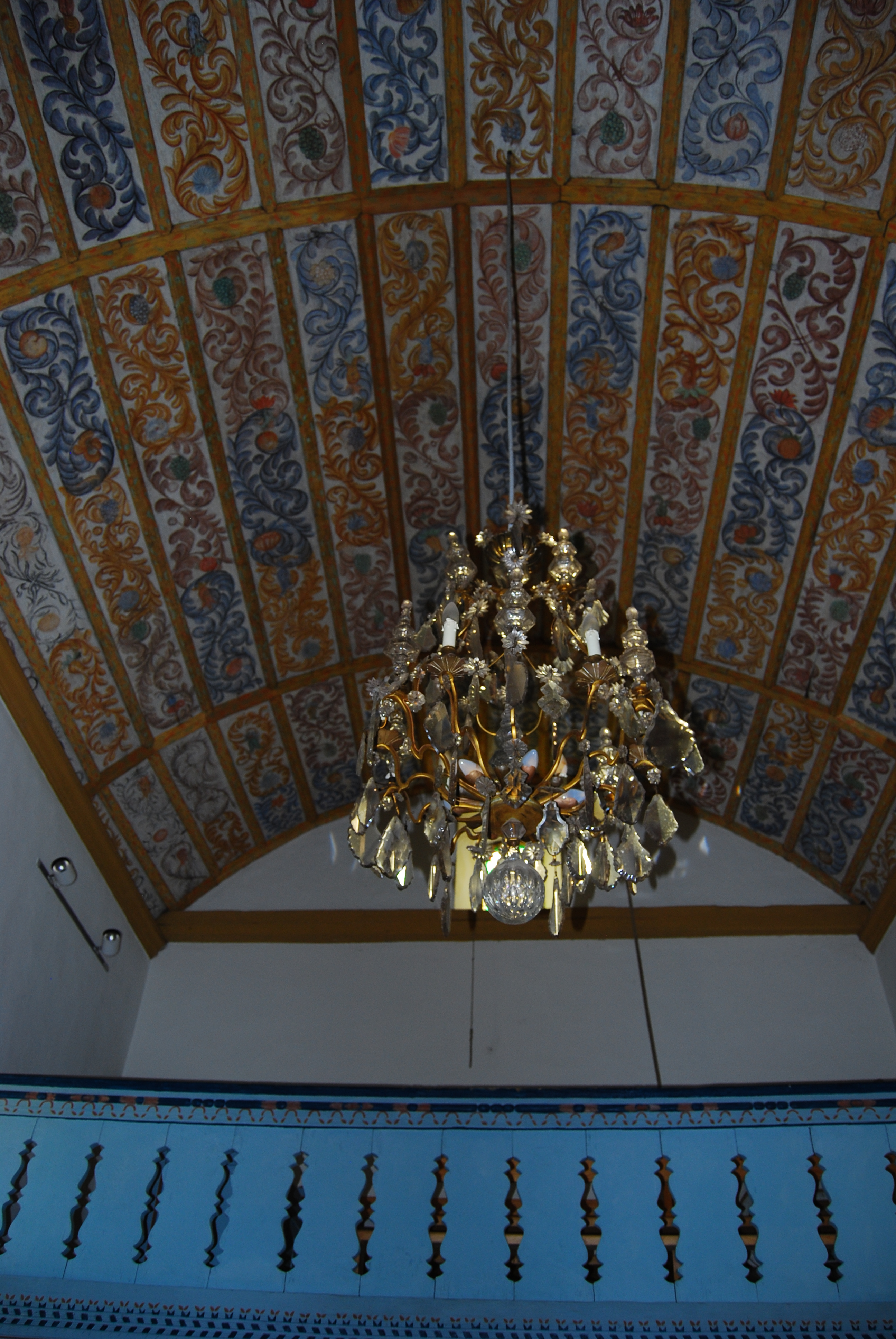
Bemalte Holzdecke der Marienkapelle
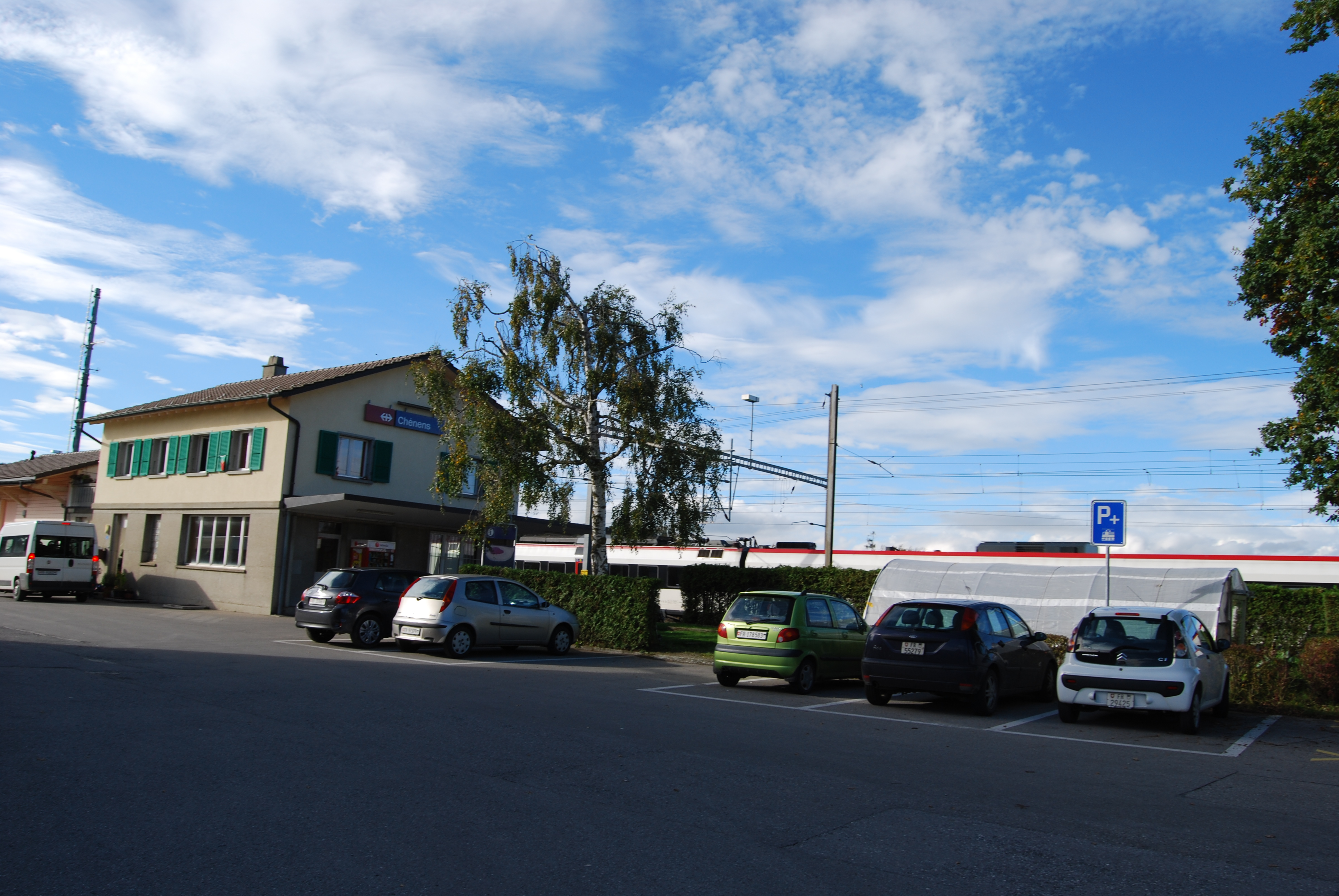
Bahnhof von Chénens
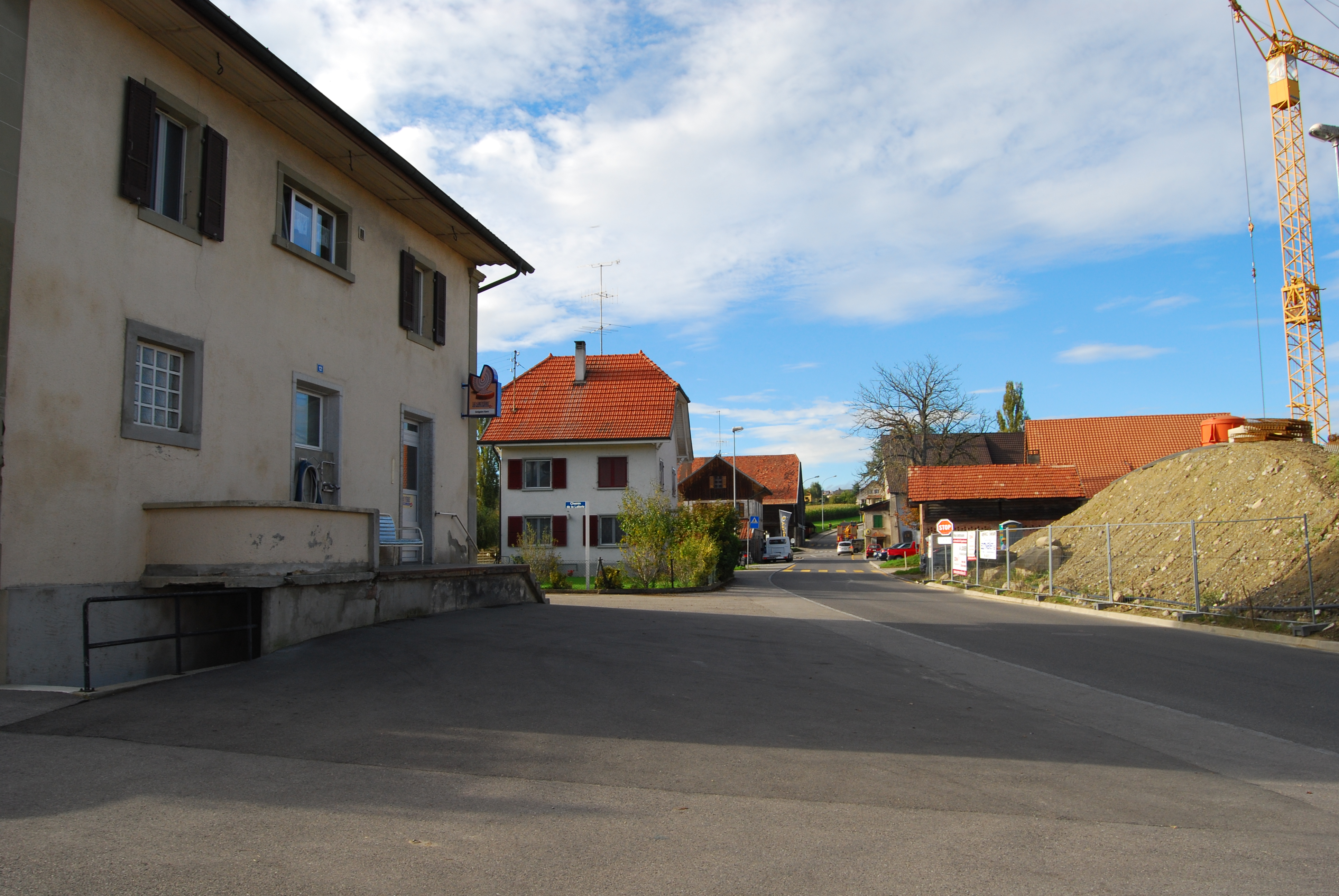
Dorfzentrum